# Roger Mortimer, II conde de March

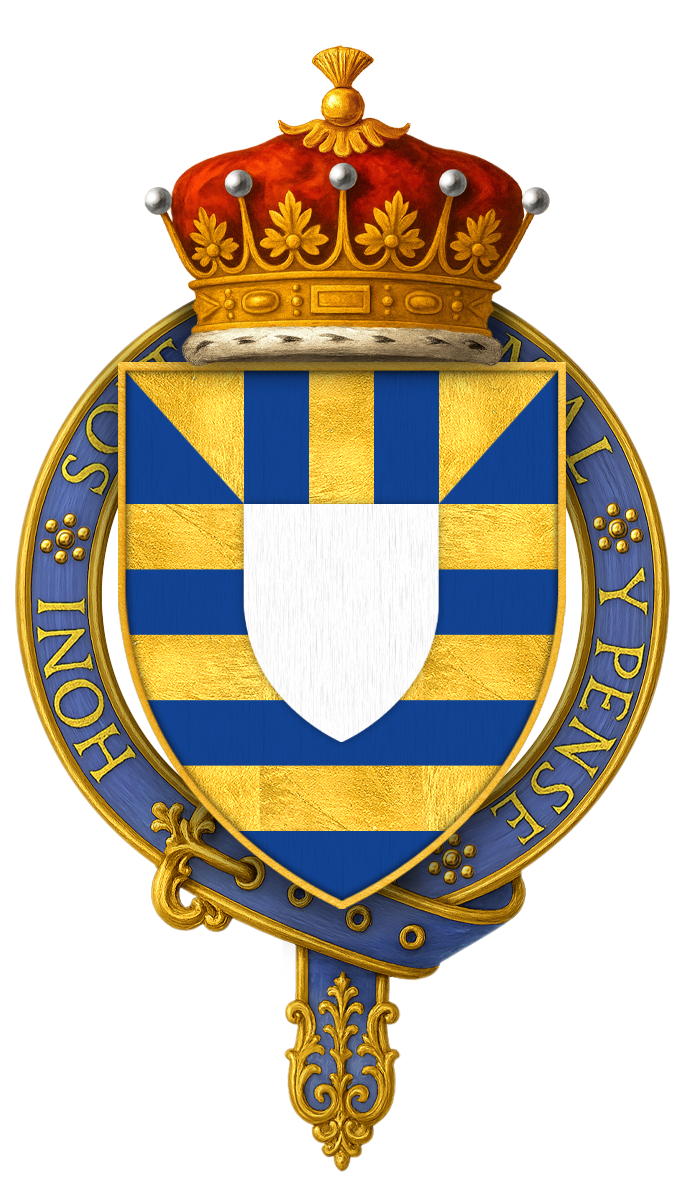
Armas de Sir Roger Mortimer, II conde de March, KG -- Barry o y azure, en un jefe del primer dos pallets entre dos base esquires del segundo encima todo un inescutcheon argent

Sir Roger de Mortimer, II conde de March, IV Barón Mortimer, KG (11 de noviembre de 1328-26 de febrero de 1360) fue un noble y militar inglés que participó en la Guerra de los Cien Años.
Era hijo de Sir Edmund Mortimer (d. 1331) y Elizabeth de Badlesmere, y nieto de Roger Mortimer, conde de March.

## Herencia
La familia Mortimer había perdido todos sus títulos y posesiones tras la revuelta y ahorcamiento del primer conde de March en 1330, a lo que siguió la muerte del padre de Roger al año siguiente. Roger creció con perspectivas inciertas y readquirió los honores familiares solo gradualmente.
En torno a 1342, recibió Radnor, y al año siguiente la antigua sede baronal en Wigmore, Herefordshire.

## Carrera militar
En su juventud se distinguió en las guerras en Francia, luchando en Crécy y en otros lugares en la campaña de 1347. Tras recibir livery en el resto de sus tierras, fue uno de los caballeros admitidos en la fundación de la Orden de la Jarretera,[1] y fue convocado al parlamento como barón en 1348. Fue ordenado caballero el 12 de julio de 1346 en La Hogue por Eduardo el Príncipe Negro.

## Condado
En 1354, la sentencia emitida contra el abuelo de Mortimer por traición, fue revocada y al año siguiente fue convocado al parlamento como Conde de March. También en 1355, recibió numerosos nombramientos importantes, incluyendo el de Condestable del Castillo de Dover y Alcaide de los Cinco Puertos, y acompañó a Eduardo III en una expedición a Francia.

## Otros honores
El 19 de octubre de 1356, su abuela Joan de Geneville,  Baroness Geneville, viuda del primer conde, falleció, y Roger heredó sus vastas propiedades vastas, incluyendo el castillo de Ludlow , que fue a partir de entonces sede y centro de poder de la familia Mortimer.
En los años siguientes, se convirtió en miembro del Consejo Real y fue nombrado Condestable de los castillos de Montgomery, Bridgnorth en Shropshire, y Corfe en Dorset.
En 1359, y continuando a 1360,  fue Condestable de la invasión de Eduardo III a Francia. Luchó en el asedio fallido de Reims y capturó Auxerre. Las fuerzas inglesas se trasladaron a Borgoña, donde Roger murió de repente en Rouvray, cerca de Avallon.

## Matrimonio e hijos
Roger se casó con Philippa de Montagu (1332–1381), hija de Guillermo de Montaigu, conde de Salisbury, y Catherine Grandison y tuvo al menos cuatro hijos:
- Roger Mortimer, que murió joven;
- Edmund Mortimer, III conde de March;
- Margery Mortimer.[2]
- Janet Mortimer, casada con Andrew Gray.

Mortimer también tuvo al menos un hijo ilegítimo:
- Sir Thomas Mortimer, que actuó como diputado para su sobrino Roger Mortimer, IV conde de March, en Irlanda (1382–1383) y fue juzgado por el asesinato del comandante de Ricardo III, Sir Thomas Molineux después de la Batalla de Radcot Bridge (1387).